# Tulasnella subglobospora
Tulasnella subglobospora är en svampart som tillhör divisionen basidiesvampar, och som beskrevs av Hjortst. Tulasnella subglobospora ingår i släktet Tulasnella, och familjen Tulasnellaceae. Arten är reproducerande i Sverige.